# شرشور غولد
شُرْشُور غُولْد أو طائر قوس قزح أو شمعي المنقار (الاسم العلمي: Chloebia gouldiae) كلها أسماء لهذا الطائر الذي يعتبر من أجمل الطيور بألوانه الزاهية والمتناسقة، أصله من أستراليا ويعتبر من الطيور الاجتماعية التي تفضل العيش في مجموعات من الطيور، لذا فإنها تتكيّف بشكل رائع مع الطيور الصغيرة إلى متوسطة الحجم التي تتغذى على الحبوب، مثل غالبية الشرشوريات الأسترالية كالزيبرا والكوردون وغيرها إضافة إلى الكناري، بينما تصاب شراشير غولد بالإجهاد إذا ما وضعت مع مجموعة من الطيور الأكثر عدوانية، كطيور البادجي وطيور الحب فشرشور غولد كما سبق لي الذكر من الطيور التي تحب دائما ان تعيش في جماعات، فكلما كان بإمكان المربي ان يقوم بتربيتها في جماعات كلما كان ذلك أفضل من ناحية التربية، حيث انه يعيش في جماعات في الطبيعة.
ولكن طبعا هذا لايمنع من تربية شراشير غولد كل زوج على حده ولكن من الأفضل أن تربى في جماعات.

## التزاوج والتفريخ
- شرشور غولد من أكثر الطيور حساسية ومزاجية وله طرق خاصه للتعامل معه في التزاوج والتفريخ  فمن الضروري  عند اختيارك لزوج من شرشور غولد ان تنتقي زوج بعمر مناسب (سنه فما فوق)، وبامكانك معرفة الزوج الناضج والذي يصلح للتزاوج عن طريق تحول مقدمة منقار الذكر إلى اللون الاحمر وتحول مقدمة الانثى إلى اللون الاسود.
- الجاهزية للتزاوج: تبلغ الفراخ بعمر 4 شهور أحياناَ وقد تزيد هذه الفترة بحسب الموسم ولكن لا يفضل تزويجها قبل 10 إلى 12 شهر.
- أما بالنسبة لتفريخه فهو يحتاج لعمل شاق وقد يجد المربى لهذه الطيور في بداية تربيته لها انه غير ناجح في تفريخها، مما قد يصيبه بأحباط شديد، ولكن الامر ليس بهذا السوء، كل ماهناك هو ان هذه الطيور لها طبيعة قد تختلف عن باقى الطيور من حيث التفريخ، وعملية التفريخ من الممكن ان تتم في الاقفاص مثل اقفاص الزيبرا ومع عش الزيبرا التقليدي. وشراشير غولد يحبون العشوش ذات الفتحة من الاعلى لانها توفر لهم عمق أكبر داخل العش وتجعلهم يختبئون.
- عدد البيض: من 3 إلى 8 (غالباَ 4 إلى 6).
- فترة حضن البيض: بعد اكتمال وضع البيض، وتستمر لمدة 16 يوم.

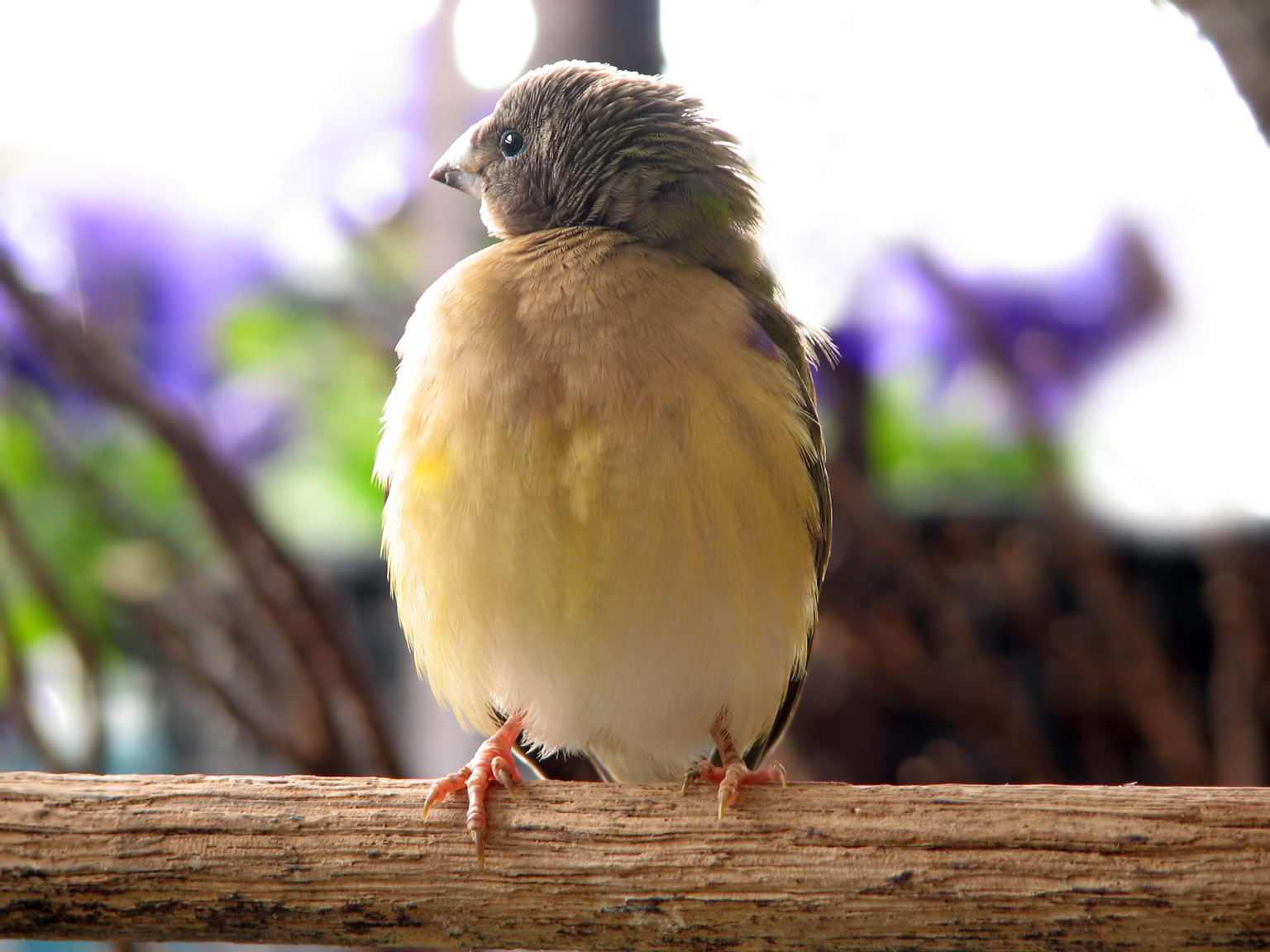
شرشور غولد بعمر شهر

- الخروج من العش: من 20 إلى 23 يوم.

## التغدية
يتغذى شرشور غولد في الطبيعة على الحبوب والبذور وبذور الحشائش والحشائش الخضراء ويتغذى في الاسر على مجموعة متنوعة من البذور كفلارس وبلكم وشرشور غولد يحب أن يجرب أنواع جديدة من الطعام مثل وجبة البيض بالبقسماط، والاوراق الخضراء والقمح المطحون ويجب الا ننسى امدادهم بالكالسيوم سواء عن طريق قشر البيض المطحون أو عظام السيبيا
التفرقة بين الذكر والانثى:

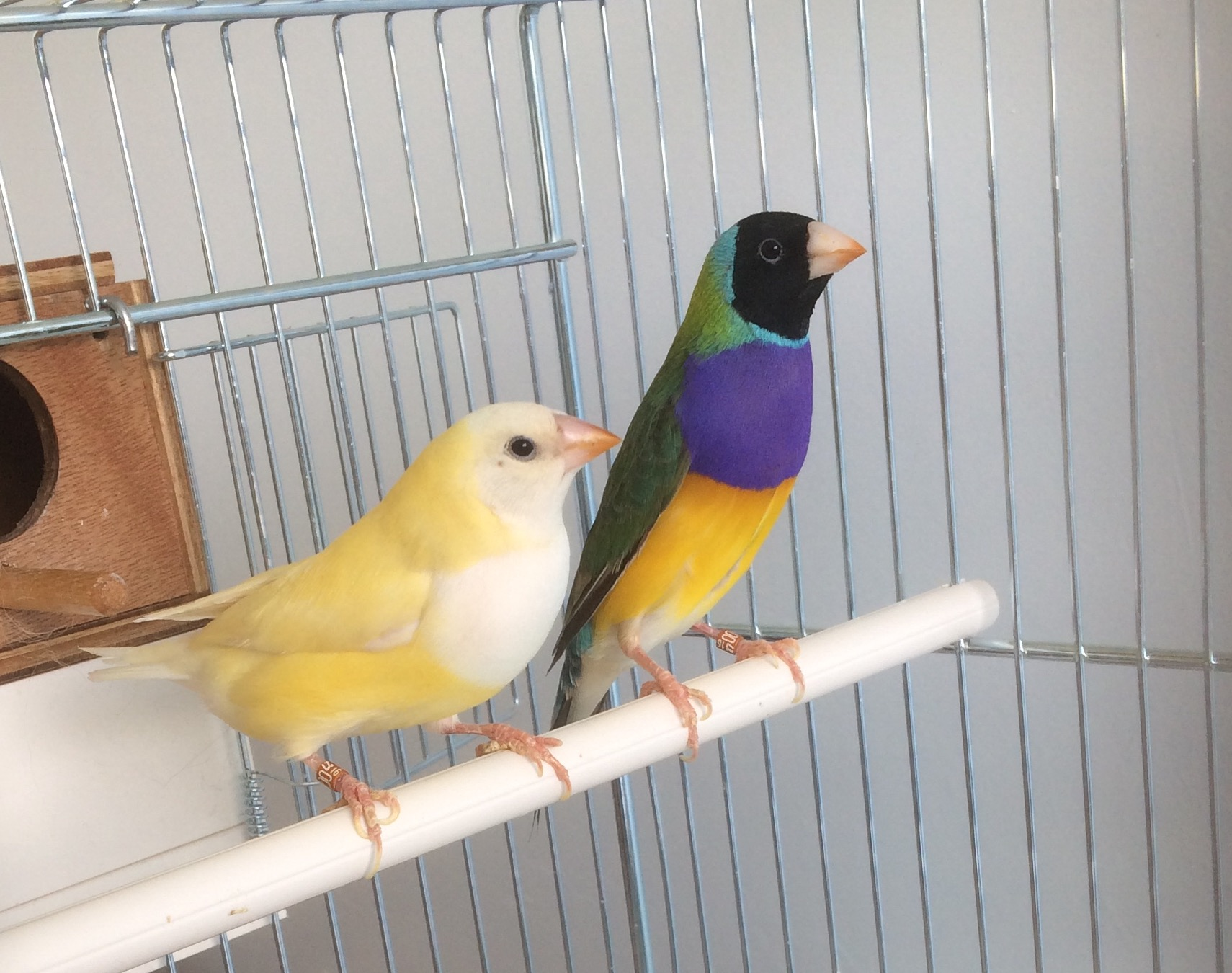
صـورة لـ زوج من شرشور غولد

يتم التفريق بين الذكر والانثى بعدة طرق اولها الالوان:
- الذكر:

يكون اللون البنفسجي في الصدر واللون الاصفر في البطن واللون الاخضر في الظهر واللون الازرق حول الوجه كل تلك الالوان في الذكر تكون غامقة أو داكنة وأكثر لمعانا في الذكر
- الأنثى:

يكون اللون البنفسجي في الصدر واللون الاصفر في البطن واللون الاخضر في الظهر واللون الازرق حول الوجه كل تلك الالوان في الانثى تكون فاتحة واقل لمعانا من الذكر.